# Torneo de Reserva 1911
El Torneo de Reserva 1911, oficialmente la sección Reserva de Segunda División 1911, fue la segunda edición del certamen, organizado por la Argentine Football Association.
El certamen surgió de la reestructuración de la Segunda División, en la necesidad de reducir la cantidad de participantes y reorganizar a los primeros equipos que competían por el ascenso, de los equipos de reserva. 
Participaron un total de 9 equipos, todos participantes de la Primera División 1911. River Plate se consagró campeón por segunda vez en su historia.

## Sistema de disputa
Se llevó a cabo en dos ruedas, por el sistema de todos contra todos, invirtiendo la localía y consagró un campeón. La tabla final de posiciones del torneo se estableció por acumulación de puntos.

## Equipos participantes
| Equipo             | Ciudad       |
| ------------------ | ------------ |
| Alumni             | Buenos Aires |
| Belgrano           | Buenos Aires |
| Estudiantes        | Buenos Aires |
| Gimnasia y Esgrima | Buenos Aires |
| Quilmes            | Quilmes      |
| Porteño            | Buenos Aires |
| Racing             | Avellaneda   |
| River Plate        | Buenos Aires |
| San Isidro         | San Isidro   |

### Distribución geográfica de los equipos
| Región                 | Cant. | Equipos                                                                  |
| ---------------------- | ----- | ------------------------------------------------------------------------ |
| Ciudad de Buenos Aires | 6     | Alumni, Belgrano, Estudiantes, Gimnasia y Esgrima, Porteño y River Plate |
| Conurbano bonaerense   | 3     | Quilmes, Racing y San Isidro                                             |

## Tabla de posiciones
| Pos. | Equipo             | Pts. | J  | G  | E | P  | GF | GC | DG  |
| ---- | ------------------ | ---- | -- | -- | - | -- | -- | -- | --- |
| 1.o  | River Plate        | 28   | 16 | 14 | 0 | 2  | 45 | 15 | 30  |
| 2.o  | Porteño            | 22   | 15 | 11 | 0 | 4  | 30 | 16 | 14  |
| 3.o  | Estudiantes        | 20   | 16 | 10 | 0 | 6  | 29 | 14 | 15  |
| 4.o  | Racing             | 13   | 11 | 6  | 1 | 4  | 22 | 15 | 7   |
| 5.o  | Gimnasia y Esgrima | 11   | 13 | 5  | 1 | 7  | 9  | 19 | -10 |
| 6.o  | Alumni             | 10   | 15 | 4  | 2 | 9  | 20 | 34 | -14 |
| 7.o  | San Isidro         | 10   | 15 | 4  | 2 | 9  | 17 | 39 | -22 |
| 8.o  | Quilmes            | 9    | 13 | 4  | 1 | 8  | 26 | 28 | -2  |
| 9.o  | Belgrano           | 3    | 14 | 1  | 1 | 12 | 8  | 27 | -19 |

|  | Campeón. Clasificado a la Copa Campeonato. |

## Copa Campeonato de Segunda División
Fue disputada por el campeón del Torneo de Reserva y el campeón de la Segunda División.